# La Bruffière
La Bruffière és un municipi francès situat al departament de Vendée i a la regió de País del Loira. L'any 2007 tenia 3.378 habitants.

## Demografia

### Població
El 2007 la població de fet de La Bruffière era de 3.378 persones. Hi havia 1.268 famílies de les quals 328 eren unipersonals (188 homes vivint sols i 140 dones vivint soles), 364 parelles sense fills, 512 parelles amb fills i 64 famílies monoparentals amb fills.
La població ha evolucionat segons el següent gràfic:
Habitants censats

### Habitatges
El 2007 hi havia 1.390 habitatges, 1.296 eren l'habitatge principal de la família, 37 eren segones residències i 57 estaven desocupats. 1.308 eren cases i 75 eren apartaments. Dels 1.296 habitatges principals, 973 estaven ocupats pels seus propietaris, 311 estaven llogats i ocupats pels llogaters i 12 estaven cedits a títol gratuït; 8 tenien una cambra, 57 en tenien dues, 169 en tenien tres, 320 en tenien quatre i 742 en tenien cinc o més. 1.095 habitatges disposaven pel capbaix d'una plaça de pàrquing. A 569 habitatges hi havia un automòbil i a 648 n'hi havia dos o més.

### Piràmide de població
La piràmide de població per edats i sexe el 2009 era:
| Homes | Edats   | Dones |
| ----- | ------- | ----- |
| 0     | 95 o +  | 4     |
| 4     | 90 a 94 | 12    |
| 16    | 85 a 89 | 24    |
| 12    | 80 a 84 | 24    |
| 32    | 75 a 79 | 76    |
| 48    | 70 a 74 | 56    |
| 72    | 65 a 69 | 40    |
| 76    | 60 a 64 | 84    |
| 68    | 55 a 59 | 68    |
| 88    | 50 a 54 | 116   |
| 104   | 45 a 49 | 72    |
| 96    | 40 a 44 | 112   |
| 140   | 35 a 39 | 116   |
| 160   | 30 a 34 | 132   |
| 112   | 25 a 29 | 128   |
| 120   | 20 a 24 | 56    |
| 128   | 15 a 19 | 116   |
| 92    | 10 a 14 | 104   |
| 80    | 5 a 9   | 112   |
| 104   | 0 a 4   | 112   |

## Economia
El 2007 la població en edat de treballar era de 2.132 persones, 1.667 eren actives i 465 eren inactives. De les 1.667 persones actives 1.553 estaven ocupades (889 homes i 664 dones) i 114 estaven aturades (36 homes i 78 dones). De les 465 persones inactives 182 estaven jubilades, 142 estaven estudiant i 141 estaven classificades com a «altres inactius».

### Ingressos
El 2009 a La Bruffière hi havia 1.360 unitats fiscals que integraven 3.550 persones, la mediana anual d'ingressos fiscals per persona era de 16.602 €.

### Activitats econòmiques
Dels 111 establiments que hi havia el 2007, 2 eren d'empreses extractives, 3 d'empreses alimentàries, 1 d'una empresa de fabricació de material elèctric, 1 d'una empresa de fabricació d'elements pel transport, 6 d'empreses de fabricació d'altres productes industrials, 22 d'empreses de construcció, 18 d'empreses de comerç i reparació d'automòbils, 6 d'empreses de transport, 5 d'empreses d'hostatgeria i restauració, 1 d'una empresa d'informació i comunicació, 6 d'empreses financeres, 5 d'empreses immobiliàries, 17 d'empreses de serveis, 11 d'entitats de l'administració pública i 7 d'empreses classificades com a «altres activitats de serveis».
Dels 35 establiments de servei als particulars que hi havia el 2009, 2 eren oficines bancàries, 2 tallers de reparació d'automòbils i de material agrícola, 5 paletes, 2 guixaires pintors, 4 fusteries, 4 lampisteries, 3 electricistes, 1 empresa de construcció, 4 perruqueries, 3 veterinaris, 2 restaurants, 2 agències immobiliàries i 1 saló de bellesa.
Dels 5 establiments comercials que hi havia el 2009, 1 era un supermercat, 2 fleques, 1 una carnisseria i 1 una floristeria.
L'any 2000 a La Bruffière hi havia 75 explotacions agrícoles que ocupaven un total de 3.384 hectàrees.

## Equipaments sanitaris i escolars
L'únic equipament sanitari que hi havia el 2009 era una farmàcia.
El 2009 hi havia 3 escoles elementals.

## Poblacions més properes
El següent diagrama mostra les poblacions més properes.